# Plaza Machado

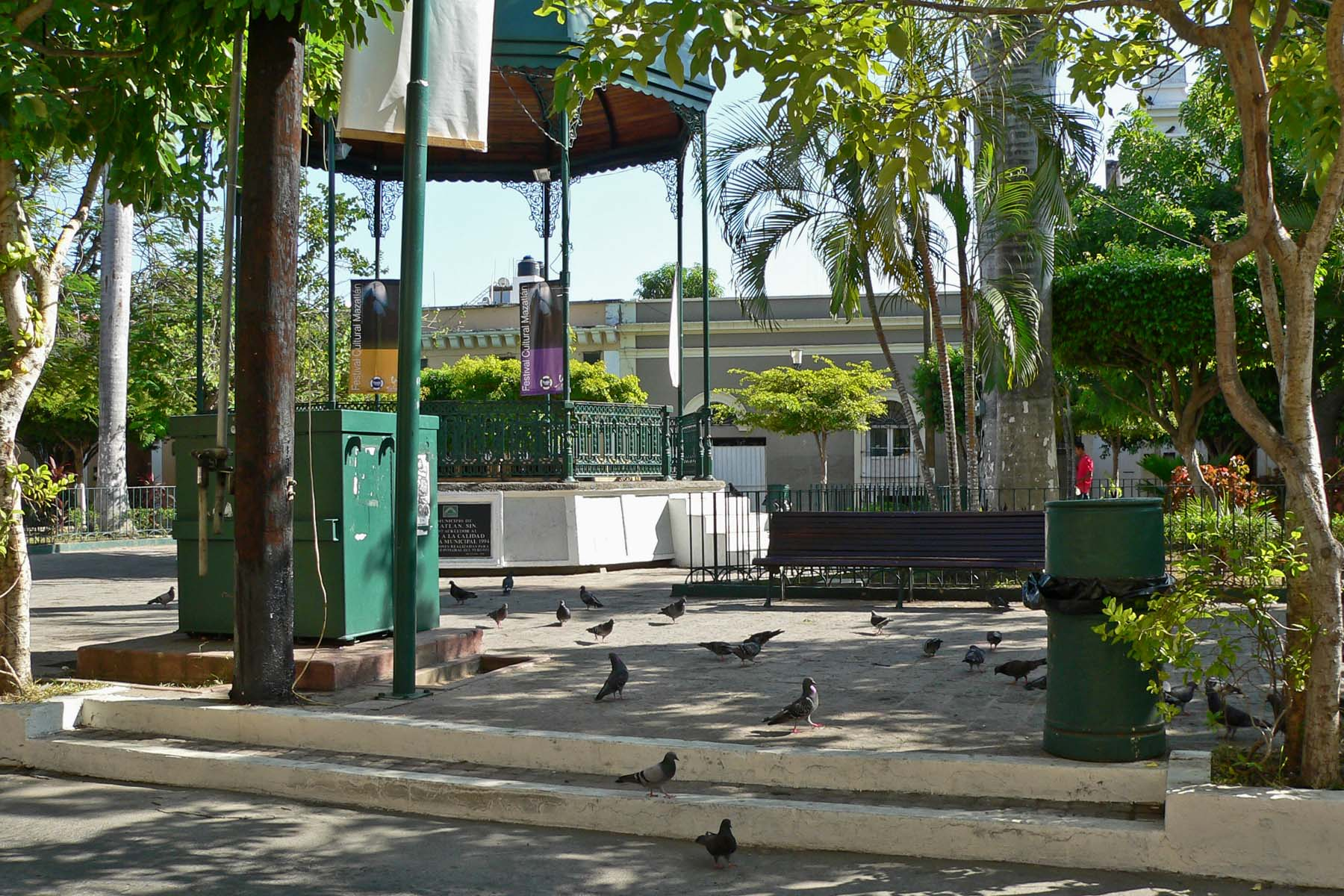
Plaza Machado

Die Plaza Machado ist ein zentraler Platz in der mexikanischen Stadt Mazatlán im Bundesstaat Sinaloa.

## Geschichte
Die Plaza Machado, manchmal auch als Plazuela Machado bezeichnet, ist einer der ältesten Plätze in Mazatlán und bildet das historische und kulturelle Zentrum der Stadt.
Die Plaza wurde 1837 durch den wohlhabenden philippinischen Händler Juan Nepomuceno Machado angelegt und ist durch die französische und spanische Architektur beeinflusst. Die Plaza ist eine der touristischen Hauptanziehungspunkte Mazatláns und das Herz der Altstadt. Um die Plaza herum befinden sich einige Cafés, ein Museum (Museo Casa Machado), ein Hotel (Hotel Machado) und das bedeutendste Theater Mazatláns, das Teatro Ángela Peralta. Wegen der den Platz umgebenden Orangenbäume wurde die Plaza früher auch als Paseo de las Naranjas (dt. Orangen-Promenade) bezeichnet. Die Plaza diente schon immer als beliebter Treffpunkt der Einheimischen; eine Tendenz, die sich nach Errichtung der eisernen Laube im Jahr 1870 noch verstärkt hat.
Auch während des Karnevals in Mazatlán kommt der Plaza Machado eine zentrale Rolle zu; denn nicht von ungefähr befindet sich die Plaza an der gleichnamigen Avenida Carnaval.